# Lijst van tentoonstellingen over Suriname
Dit is een lijst van tentoonstellingen over Suriname.
Eenmalig
- Surinaamsche Tentoonstelling (1876), landbouwtentoonstelling in Paramaribo
- Suriname (1962), tentoonstelling in het Tropenmuseum in Amsterdam
- De Grote Suriname-tentoonstelling (2019), tentoonstelling in de Nieuwe Kerk in Amsterdam

Terugkerend
- Nationale Kunstbeurs, een jaarlijks kunstevenement in Paramaribo
- Museumn8, een 'open nacht' van musea in met name Paramaribo, en ook in Nederland en België